# Расмуссен, Якоб
Я́коб Ва́нсё Рю́фельдт Ра́смуссен (дат. Jacob Vandsø Ryfeldt Rasmussen; родился 28 мая 1997 года в Оденсе, Дания) — датский футболист, защитник австрийского клуба «Ред Булл».

## Клубная карьера
Расмуссен — воспитанник клуба «Оденсе» из своего родного города. В 2014 году его заметили скауты немецкого «Шальке 04» и пригласили в команду. После двух сезонов в академии кобальтовых он был продан в «Санкт-Паули», но за основной состав Якоб не сыграл ни минуты, выступая за дублёров. В начале 2017 года Расмуссен перешёл в норвежский «Русенборг». 29 марта в финале Суперкубка Норвегии против «Бранна» Якоб дебютировал за основной состав. 5 апреля в матче против «Саннефьорда» он дебютировал в Типпелиге. В том же году Якоб стал чемпионом Норвегии. Летом 2018 года Расмуссен перешёл в итальянский «Эмполи». Сумма трансфера составила 1 млн. евро. В матче против «Кальяри» он дебютировал в итальянской Серии A. В начале 2019 года Якоб перешёл в «Фиорентину» за 6,5 млн. евро, но еще на полгода остался в «Эмполи» на правах аренды.
30 июля 2022 года перешёл на правах аренды в нидерландский «Фейеноорд».

## Международная карьера
В 2017 году в составе молодёжной сборной Дании Расмуссен принял участие в молодёжном чемпионате Европы в Польше. На турнире он сыграл в матче против команды Италии.
В 2019 году в составе молодёжной сборной Дании Расмуссен принял участие в молодёжном чемпионате Европы в Италии. На турнире он сыграл в матчах против команд Германии, Австрии и Сербии. В поединке против сербов Якоб отметился забитым мячом.

## Достижения
«Русенборг»
- Обладатель Суперкубка Норвегии: 2017

«Фейеноорд»
- Чемпион Нидерландов: 2022/23